# Humny
Humny jsou část obce Pchery v okrese Kladno ve Středočeském kraji.

## Historie
První písemná zmínka o vesnici Humny pochází z roku 1277, kdy vesnice patřila k majetku ostrovského kláštera. Středověký název Ovny je snad odvozen od pojmenování přilehlých pozemků na severních svazích Vinařické hory, teprve v novověku se z něj vyvinul tvar Humny.

## Obyvatelstvo
| Rok            | 1869 | 1880 | 1890 | 1900  | 1910  | 1921  | 1930  | 1950  | 1961  | 1970 | 1980  | 1991 | 2001 | 2011  | 2021  |
| -------------- | ---- | ---- | ---- | ----- | ----- | ----- | ----- | ----- | ----- | ---- | ----- | ---- | ---- | ----- | ----- |
| Počet obyvatel | 350  | 463  | 745  | 1 439 | 1 962 | 1 730 | 1 611 | 1 239 | 1 300 | 831  | 1 075 | 723  | 922  | 1 019 | 1 135 |
| Počet domů     | 35   | 43   | 67   | 137   | 209   | 239   | 295   | 332   | 332   | 233  | 313   | 277  | 330  | 355   | 383   |